# Венера-12
«Вене́ра-12» — советская автоматическая межпланетная станция (АМС), запущенная по программе исследования планеты Венера.

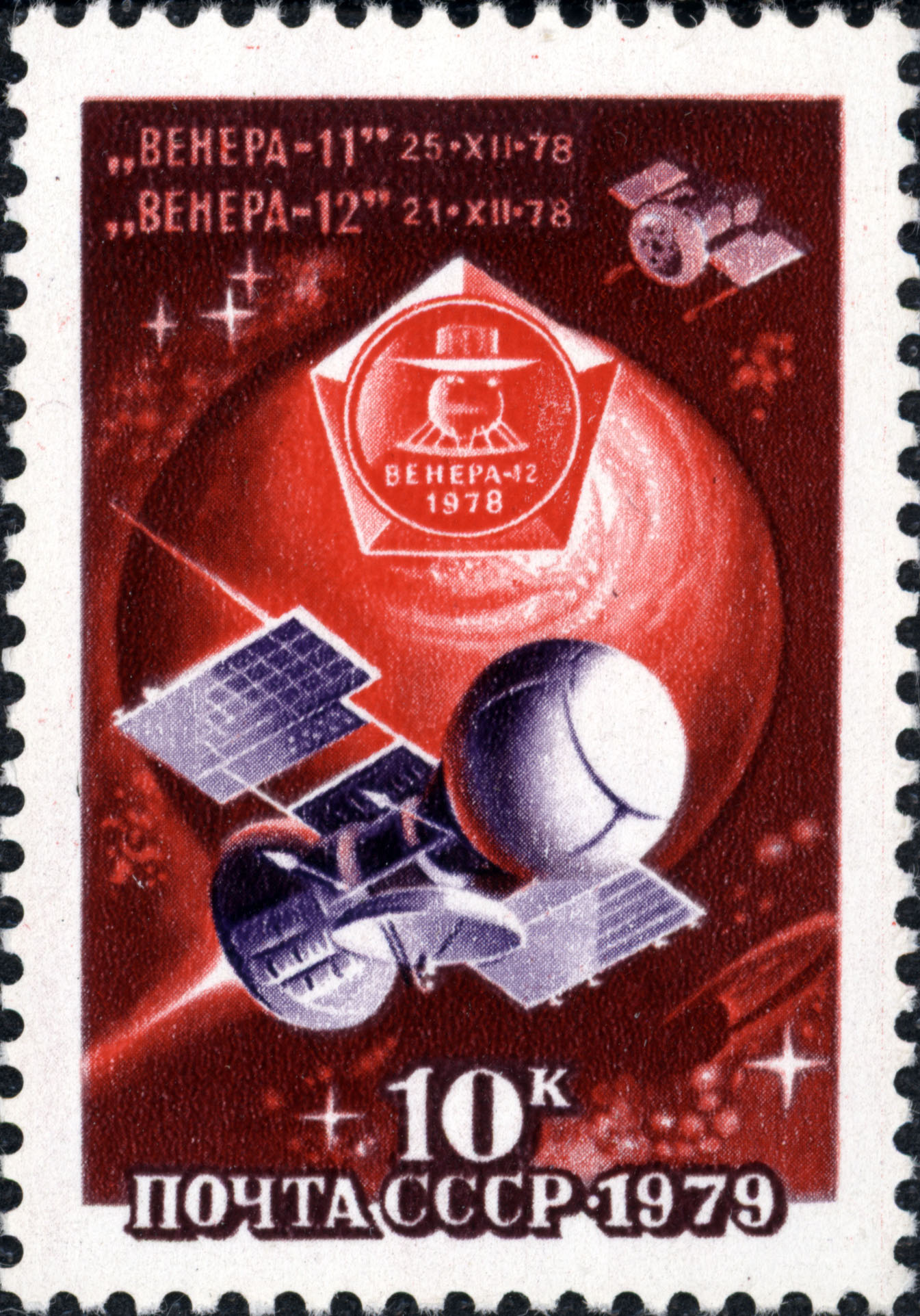
Почтовая марка, посвящённая полёту Венеры-11 и Венеры-12

Старт АМС «Венера-12» был осуществлен 14 сентября 1978 года в 02:25:13 UTC с космодрома Байконур, с помощью ракеты-носителя «Протон-К» с разгонным блоком Д1. Цель запуска — изучение планеты Венера и межпланетного пространства.
Масса АМС составила 4715 кг.
Первоначально «Венера-12» была выведена на орбиту Земли, параметры которой составили: апогей — 205 км, перигей — 177 км, наклонение — 51,5°.
«Венера-12» стартовала через пять суток после «Венеры-11». Обе АМС имели одинаковую конструкцию.
Приборы, установленные на станции, предназначались для изучения гамма-излучения Солнца и Галактики.
Во время полёта к Венере были проведены две коррекции траектории: 21 сентября и 14 декабря.

## SIGNE 2
По результатам успешного франко-советского эксперимента СНЕГ/SIGNE (Спектрометр НЕйтронов и Гамма-излучения/фр. de Solar interplanetary gamma neutron experiment) по изучению гамма-излучения Солнца и космического пространства в 1972 году, были сформированы дополнительные программы SIGNE 2 и SIGNE 3. Целью второй программы стало создание сети регистраторов гамма-излучения космического пространства. Регистраторы были установлены на космические станции Венера-11 и Венера-12, а также спутник Прогноз-7. Находясь на значительном удалении друг от друга, регистраторы сформировали триангуляционную сеть, с помощью которой можно было детектировать расположение источника гамма-всплесков в пространстве.
Уникальность эксперимента заключалась в том, что впервые было выполнено наблюдение за всплесками гамма-излучения космического пространства одновременно на трёх одинаковых приборах, расположенных на удалённых друг от друга космических объектах. SIGNE 2 стал одним из самых масштабных исследований гамма-излучения космоса своего времени.
В результате работы сети было выявлено 49 вспышек гамма-излучения, наблюдавшихся в период с сентября 1978 по январь 1980 года, и создан первый в мире каталог подобных объектов.

## Исследование Венеры
19 декабря АМС достигла окрестностей планеты Венера. От орбитального модуля был отделён спускаемый аппарат (СА), который через двое суток, 21 декабря, вошёл в атмосферу Венеры на скорости 11,2 км/с. Торможение и спуск на поверхность происходил в три этапа: первый — аэродинамическое торможение, затем был раскрыт парашют и на последнем этапе — вновь аэродинамическое торможение. 21 декабря 1978 года в 06:30 по московскому времени (3:30 UTC) спускаемый аппарат совершил мягкую посадку на поверхности Венеры. Спуск продолжался приблизительно 1 час. Скорость при посадке составила 7 — 8 м/с. Точка посадки имела координаты: 7° ю. ш. 294° в. д. / 7° ю. ш. 294° в. д.. Информация с поверхности Венеры передавалась через орбитальный модуль, который оставался на орбите. Передача изображений не удалась из-за неоткрытия крышки камеры. Научные приборы изучали химический анализ атмосферы планеты, спектральный анализ рассеянного солнечного излучения, а также измеряли температуру, давление и аэродинамические перегрузки. Информация с места посадки ретранслировались на Землю через орбитальный аппарат в течение 110 минут. Орбитальный аппарат, летавший по гелиоцентрической орбите до апреля 1980 года, передавал ученым данные о межпланетном пространстве.
После отделения спускаемого аппарата, орбитальный модуль пролетел мимо Венеры на расстоянии 34 000 км и затем вышел на гелиоцентрическую орбиту. 13 февраля орбитальный модуль с помощью советско-французского ультрафиолетового спектрометра обследовал комету Брэдфилда (C/1979 Y1). В это время «Венера-12» находилась на расстоянии 190 373 790 км от Земли.
5 марта 1979 года во время эксперимента «Конус», проводившегося на АМС «Венера-11» и «Венера-12», была зафиксирована мощная вспышка гамма-излучения с последующими его пульсациями и, таким образом, впервые наблюдался гамма-пульсар, связываемый ныне с магнетаром:35.